# Ганга (Пезаро и Урбино)
Ганга (итал. Ganga) је насеље у Италији у округу Пезаро и Урбино, региону Марке.
Према процени из 2011. у насељу је живело 22 становника. Насеље се налази на надморској висини од 221 м.